# ICS Vortex
ICS Vortex (född Simen Hestnæs 4 mars 1974), mest känd som basist och sångare i det norska black metal-bandet Dimmu Borgir, där han spelade mellan 2000 och 2009.

## Biografi
1995 turnerade Hestnæs med avant garde-metal bandet Ved Buens Ende, där han stod för bakgrundssång.
1997 gjorde Hestnæs ett gästframträdande på Arcturus album La Masquerade Infernale där han sjöng tre sånger: "Master of Disguise", "The Chaos Path" och "Painting My Horror"
1997 var folk/progressive/black metal-bandet Borknagar i behov av en sångare, efter att deras tidigare sångare Garm lämnat bandet. Hastnæs var kvar som sångare till 2000, och spelade även bas på Borknagars fjärde album Quintessence. 
I augusti år 2000 valde Hestnæs att lämna Borknagar för att kunna fokusera på att spela in Spiritual Black Dimensions med Dimmu Borgir snarare än att turnera med Borknagar. Hestnæs bidrag till detta album var att komplettera Shagrats growlande med rensång. När Nagash lämnade Dimmu Borgir för The Kovenant tog Hestnæs över rollen som basist tills han lämnade bandet 2009.
2005 blev Hestnæs ny sångare i Arcturus, sedan både Garm och Spiral Architects Øyvind Hægeland lämnat bandet. Detta blev andra gången som Simen Hestnæs tog över som sångare efter Garm. I september 2005 släppte Arcturus sitt fjärde album, Sideshow Symphonies, denna gång med Hestnæs som sångare. 2005 placerade sig Simen Hestnæs på Terrorizer Magazines lista över tio bästa sångare, Arcturus kom på listan över tio bästa liveakter och även albumet Sideshow Symphonies rankades som ett av tio bästa album under året.

## Diskografi

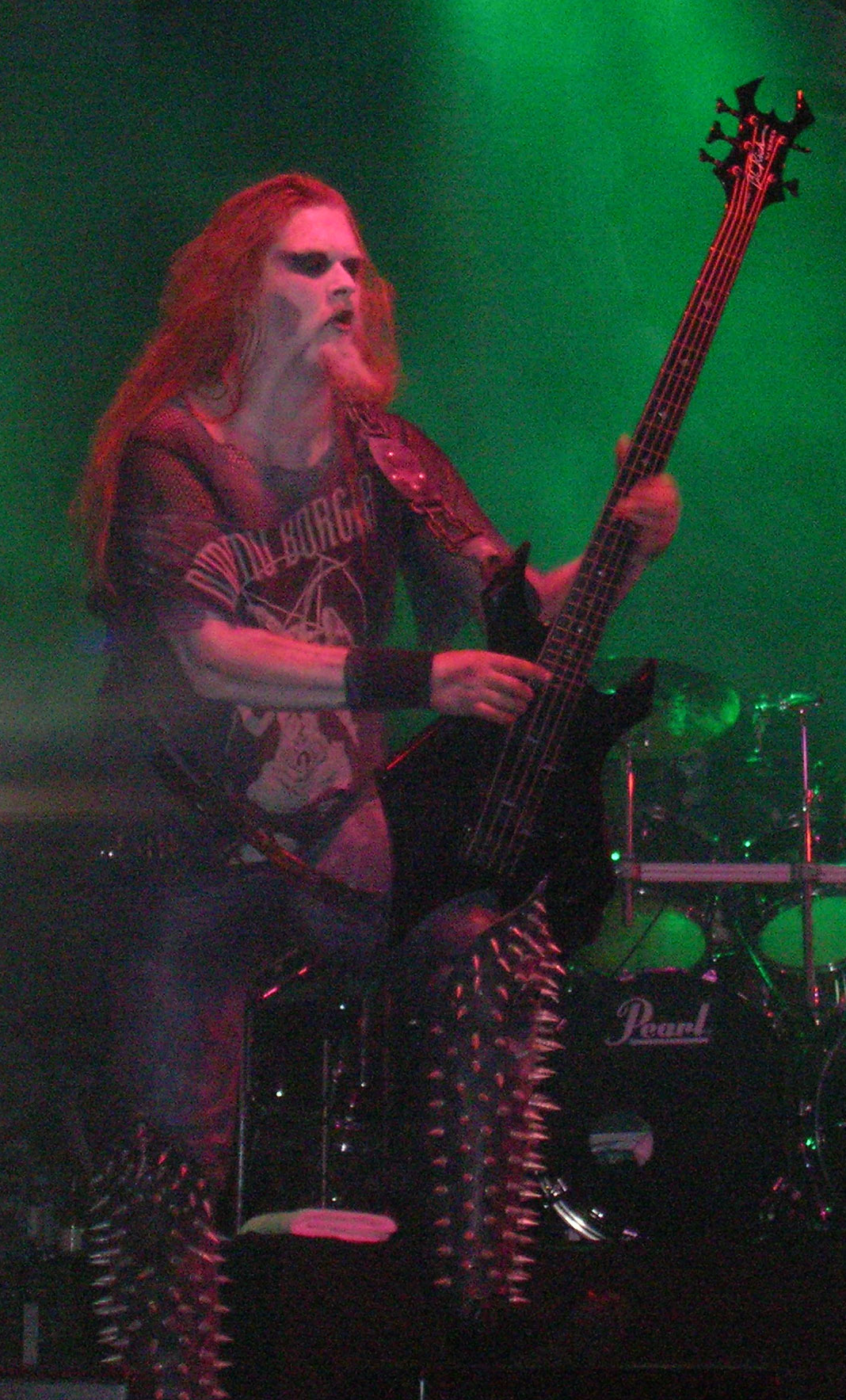
ICS Vortex i Dimmu Borgir-scenkläder.

### Med Lamented Souls
- Soulstorm (1992) (demo)
- Demo '95 (1995) (demo)
- Essence of Wounds – (Duplicate Records, 2003)
- The Origins of Misery – (Duplicate Records, 2004) (samlingsalbum)

### Med Ved Buens Ende
- ...Coiled in Obscurity – (Benighted Mirror Records, 2002) (bootleg)

### Med Borknagar
- The Archaic Course – (Century Media Records, 1998)
- Quintessence – (Century Media Records, 2000)
- Urd – (Century Media Records, 2012)
- Winter Thrice – (Century Media Records, 2016)
- True North – (Century Media Records, 2019)

### Med Dimmu Borgir
- Spiritual Black Dimensions – (Nuclear Blast, 1999, återutgiven 2004)
- Puritanical Euphoric Misanthropia – (Nuclear Blast, 2001)
- Alive in Torment – (Nuclear Blast, 2001) (EP)
- World Misanthropy EP – (Nuclear Blast, 2002) (EP, live)
- World Misanthropy – (Nuclear Blast, 2002) (video, DVD/VHS)
- Death Cult Armageddon promo – (Nuclear Blast, 2003) (EP)
- Death Cult Armageddon – (Nuclear Blast, 2003)
- Progenies of the Great Apocalypse – (Nuclear Blast, 2003) (DVD)
- "Vredesbyrd" – (Nuclear Blast, 2004) (singel)
- In Sorte Diaboli – (Nuclear Blast, 2007)

### Med Arcturus
- La Masquerade Infernale – (Music For Nations, 1997)
- Sideshow Symphonies – (Season of Mist, 2005)
- Shipwrecked in Oslo – (Season of Mist, 2006) (video, DVD)
- Arcturian - (Prophecy Productions, 2015)

### Med Dagoba (som gästmusiker)
- What Hell Is About – (Season Of Mist, 2006)